# Stora Sunnkobbens naturreservat
Stora Sunnkobbens naturreservat är ett naturreservat i Norrtälje kommun i Stockholms län.
Området är naturskyddat sedan 1974 och är 7 hektar stort. Reservatet omfattar Skottkobben, större delen (norra) av Stora Sunnkobben samt ytterligare en mindre kobbe, alla i Stora Spjutstensfjärden. Reservatet består av kalla klippor och hällmark